# Moerasfiskaal
De moerasfiskaal (Laniarius bicolor) is een zangvogel uit de familie Malaconotidae (bosklauwieren).

## Verspreiding en leefgebied
Deze soort komt voor in westelijk en centraal Afrika en telt telt drie ondersoorten:
- L. b. bicolor: van Kameroen tot Gabon.
- L. b. guttatus: van westelijk Congo-Kinshasa tot westelijk Angola.
- L. b. sticturus: zuidelijk Angola, westelijk Zambia, noordoostelijk Namibië en noordelijk Botswana.

## Status
De grootte van de populatie is niet gekwantificeerd maar de soort wordt omschreven als schaars. Op de Rode lijst van de IUCN heeft deze soort de status niet bedreigd.